# Adulis Club
Adulis Club – erytrejski klub piłkarski z siedzibą w Asmarze, występujący w pierwszej lidze erytrejskiej.

## Sukcesy
- I liga[1]:
  - mistrzostwo (3): 1996, 2004, 2006.

## Występy w afrykańskich pucharach
| Sezon | Rozgrywki     | Runda   | Kraj   | Klub     | Dom | Wyjazd | Dwumecz |
| ----- | ------------- | ------- | ------ | -------- | --- | ------ | ------- |
| 2005  | Liga Mistrzów | wstępna | Uganda | Villa SC | 0–2 | 0–1    | 0–3     |

## Stadion
Domowe mecze klub rozgrywa na stadionie o nazwie Cicero Stadium w Asmarze, który może pomieścić 10000 widzów.